# Begonia tsoongii
Espèce
Begonia tsoongii est une espèce de plantes de la famille des Begoniaceae.
L'espèce fait partie de la section Platycentrum.
Elle a été décrite en 1995 par Cheng Yih Wu (1916-2013).

## Répartition géographique
Cette espèce est originaire du pays suivant : Chine.